# No Prejudice
«No Prejudice» (ісл. «Enga fordóma», укр. «Ні забобонам») — пісня ісландського гурту «Pollapönk», з якою він представляв Ісландію на пісенному конкурсі Євробачення 2014 в Копенгагені, Данія. У фіналі національного відбору пісня виконувалась ісландською мовою, однак до Євробачення її переклали англійською. У фіналі Євробачення пісня набрала 58 балів і посіла 15 місце.